# 科林·福特
科林·福特（英語：Colin Ford，1996年9月12日—）是美國的一位演員。他最著名的作品是在電視劇《超自然檔案》中飾演年輕時的Sam Winchester，並在疏離世界飾演Jason Dixon、在《我們買了動物園》中飾演Dylan Mee。他也獲得過青年藝術家獎。

## 外部連結
- 官方网站
- 科林·福特在互联网电影资料库（IMDb）上的資料（英文）
- 科林·福特的X（前Twitter）
- 維基百科 Colin Ford （页面存档备份，存于）